# Fiodor Bouslaïev
Pour les articles homonymes, voir Bouslaïev.
 (mai 2013).
Si vous disposez d'ouvrages ou d'articles de référence ou si vous connaissez des sites web de qualité traitant du thème abordé ici, merci de compléter l'article en donnant les références utiles à sa vérifiabilité et en les liant à la section « Notes et références ».
Fiodor Ivanovitch Bouslaïev, né le 13 (25) avril 1818 à Kerensk (aujourd'hui village de Vadinsk dans l'oblast de Penza) et mort le 31 juillet (12 août) 1897 dans le village de Lioublino dépendant du gouvernement de Moscou (aujourd'hui quartier de Moscou), est un philologue et historien russe qui fut académicien de l'Académie des sciences de Saint-Pétersbourg (1860).

## Biographie
Après avoir terminé le gymnasium (lycée) de Penza en 1833, il entre à l'université de Moscou dont il sort en 1838. Il enseigne dans des lycées de Moscou et donne des cours particuliers. Il séjourne en Allemagne en tant que précepteur des fils du comte Stroganov, ainsi qu'en France et en Italie, où il étudie l'archéologie, l'histoire de l'art occidental et des ouvrages d'histoire et de linguistique de Humboldt et de Jacob Grimm.
Bouslaïev commence sa carrière universitaire à l'université de Moscou en 1842, recommandé auprès des professeurs Davydov et Chevyrev. Il enseigne à partir de 1847, devient assistant en 1848 et professeur extraordinaire en 1850, professeur ordinaire en 1859 et professeur émérite en 1873. Il est membre correspondant à l'académie des sciences, puis académicien en 1860.
Bouslaïev est l'auteur de travaux à propos de linguistique slave et russe, de littérature ancienne russe, de traditions verbales et d'art ancien russe. Sa thèse magistérielle porte sur l'influence de la chrétienté sur la langue slave (1848), sa thèse de doctorat s'intitule Études historiques à propos de l'art et de la littérature populaires russes (1861).

## Linguistique
Bouslaïev est partisan de la méthode de la linguistique comparée. Son Essai de grammaire historique de la langue russe (1858) est son premier ouvrage en la matière. Ses travaux dans le domaine de la syntaxe influencent durablement la tradition grammaticale russe. Il catégorise les matières grammaticales et logiques, traitant de la syntaxe comme structure logique. Il différencie trois types de coordinations : jonction, conjonction adversative et conjonction disjonctive.

## Mémoires
Devenu presque aveugle à la fin de sa vie, Bouslaïev dicte ses Mémoires à son secrétaire.